# Autorità di bacino regionale della Sardegna
L'Autorità di bacino regionale della Sardegna è una delle Autorità della Regione Autonoma Sardegna che opera nel settore della difesa del suolo.
È un ente pubblico economico che gestisce i bacini idrografici dell'isola, istituito con L.R. n.19 del 6 dicembre 2006.
La sede amministrativa è a Cagliari.